# Clot de la Serra
El Clot de la Serra és un clot, una petita vall tancada, del terme municipal d'Abella de la Conca, a la comarca del Pallars Jussà.
Està situat al sud-est de la vila d'Abella de la Conca i també de la Roca de Malimanya, al sud-oest de Cal Serret. És un tram del barranc de Fonguera.

## Etimologia
Es tracta d'un topònim romànic modern, de caràcter descriptiu: un clot a ran de la serra (de Carrànima).